# Тетрагерманат натрия
Тетрагерманат натрия — неорганическое соединение, 
соль щелочного металла натрия и германиевой кислоты
с формулой Na2Ge4O9,
кристаллы.

## Получение
- Сплавление стехиометрических количеств оксида германия и оксида натрия:

{\displaystyle {\mathsf {4GeO_{2}+Na_{2}O\ {\xrightarrow {1050^{o}C}}\ Na_{2}Ge_{4}O_{9}}}}

## Физические свойства
Тетрагерманат натрия образует бесцветные кристаллы
тригональной сингонии,
пространственная группа P 3c1,
параметры ячейки a = 1,13234 нм, c = 0,96817 нм, Z = 6.